# الأرنب (فلم 1998)
الأرنب (بالإنجليزية: Bunny) هو فلم رسوم متحركة تم إنتاجه في الولايات المتحدة وصدر في سنة 1998. الفلم من إخراج كريس ويدج وكتابة كريس ويدج.

## وصلات خارجية
- مقالات تستعمل روابط فنية بلا صلة مع ويكي بيانات